# Gastlosen
Les Gastlosen (patois fribourgeois : les Chatalles ou  ; les Inhospitalières en français) sont un chaînon montagneux des Préalpes fribourgeoises, en Suisse. Constitué de 61 sommets dentelés, il culmine à la dent de Savigny (2 252 m).
Leur hauteur modeste, leur verticalité digne des Dolomites et la multitude des voies d'escalade de tout niveau, attire de nombreux grimpeurs.

## Géographie

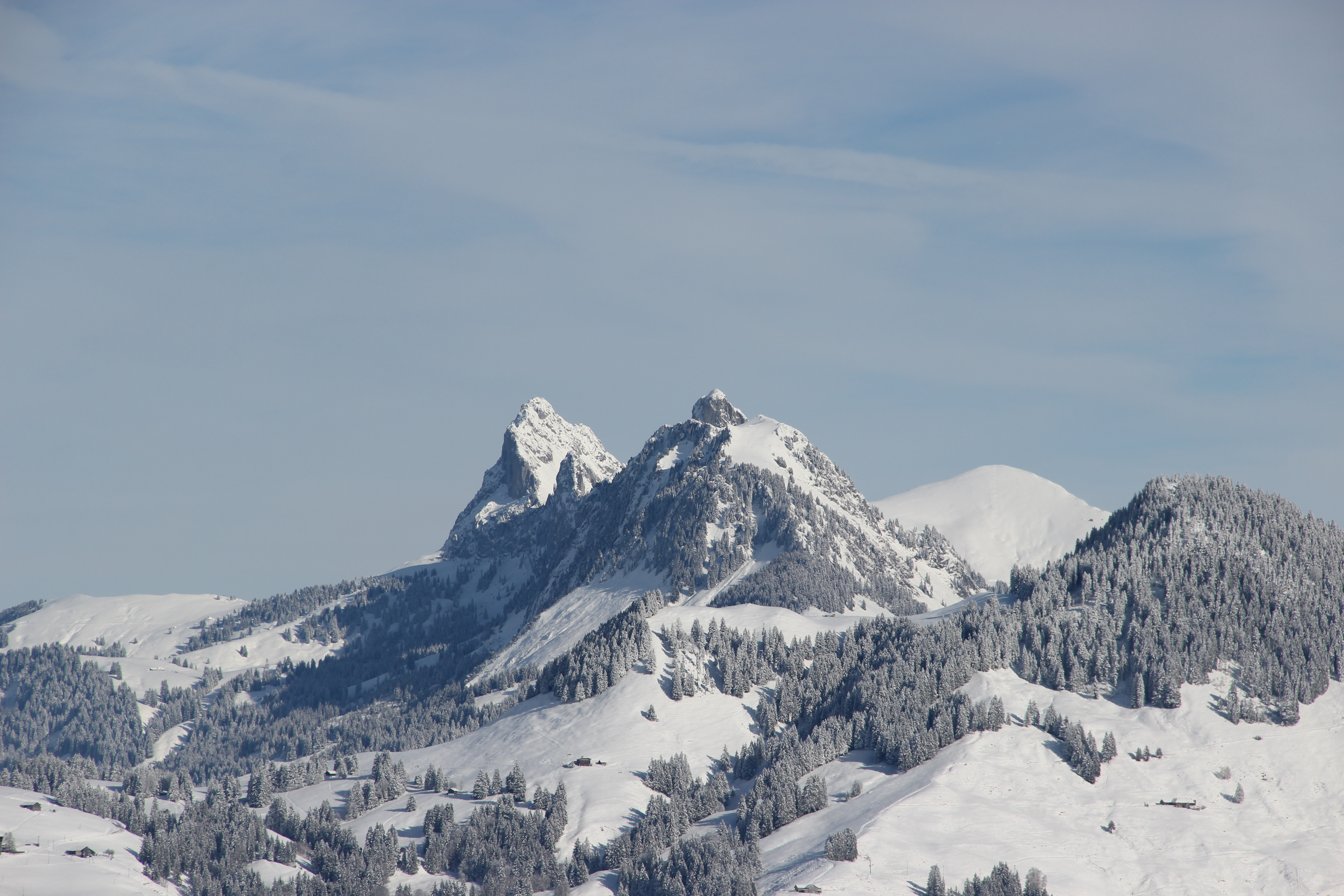
La dent de Savigny et la dent de Combette.

Les Gastlosen s'étendent sur 15 km du Pays d'En Haut au village de Jaun dans le canton de Fribourg et limite l'Oberland bernois au nord-ouest à la frontière entre les cantons de Vaud, de de Fribourg et de Berne.
Ils sont constitués d'un excellent rocher calcaire gris clair.
Les principaux sommets sont, d'est en ouest : Gratflue, Eggturm, Sattelspitzen, Wandflue, Zuckerspitz, dent de Ruth, dent de Savigny, les Pucelles, Corne Aubert, dent de Combette, rocher des Rayes. La hauteur des faces atteint par endroit 400 m.

## Premières ascensions
- Les Pucelles : 22 juin 1885 par Raymond de Boccard, Alexis et Rodolphe de Gottrau, de Fribourg, et le garde-chasse Simon Currat, de Grandvillard.
- Dent de Ruth : 14 octobre 1945 par Wolfgang Diehl et A. Baltzer.
- Traversée intégrale des Gastlosen : 1944 par Fernand Winkler et Louis Wuilloud.

## Escalade, randonnée et ski/surf
On trouve sur les falaises calcaires des Gastlosen plus de 800 voies d'escalade de tous niveaux. Parmi les itinéraires classiques d'escalade, on trouve :
- la traversée sud-ouest/nord-est des Pucelles : AD+ ;
- l'arête sud/sud-ouest de la Dent de Ruth : D ;
- la traversée des Gastlosen : D.

Le circuit des Gastlosen est une randonnée d’environ cinq heures permettant de faire le tour de la chaîne des Gastlosen.
Chaque année, au mois de février, une course de ski alpinisme nommée le Trophée des Gastlosen propose un parcours autour de cette chaîne de montagne.

## Accès
- Cabane de Grubenberg à 1 840 m (CAS).
- Le Chalet du Soldat : cabane de montagne à 1 752 m.

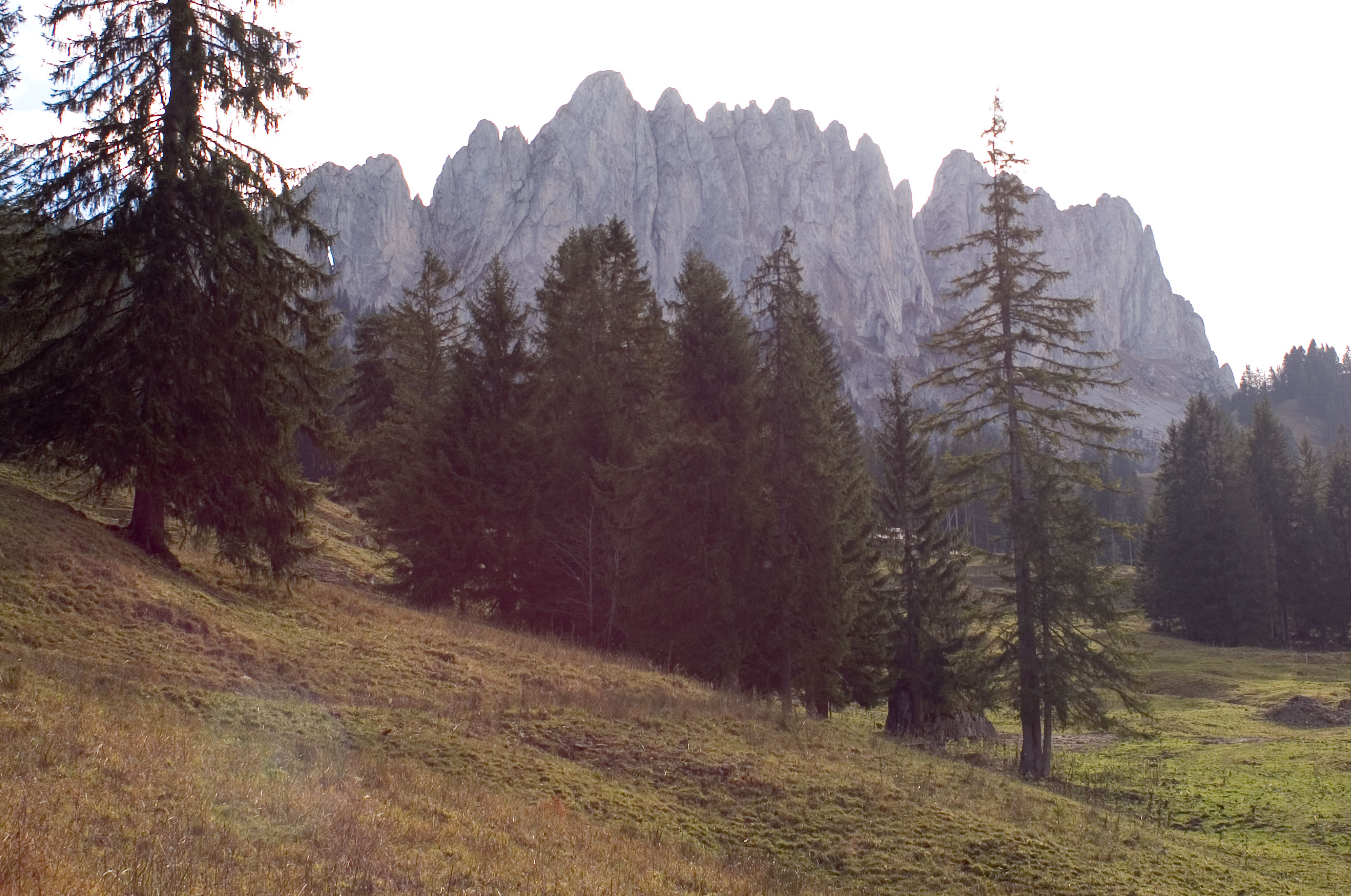
Vue des Gastlosen.
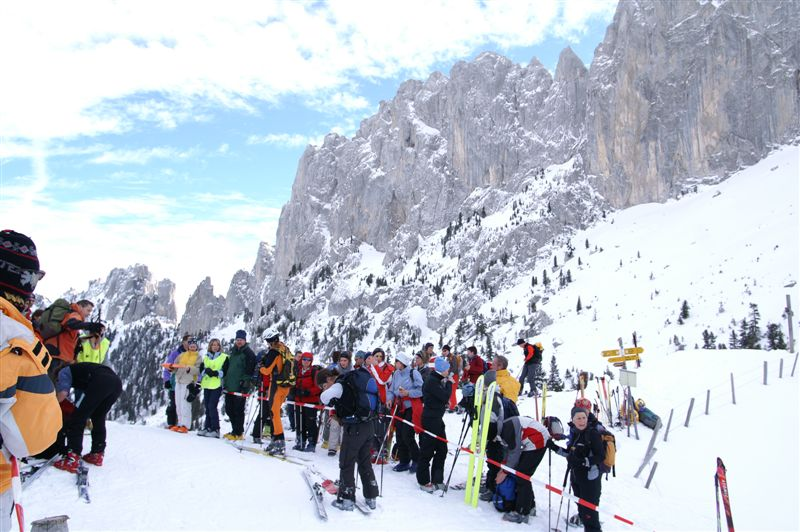
Course de ski-alpinisme, le Trophée des Gastlosen.
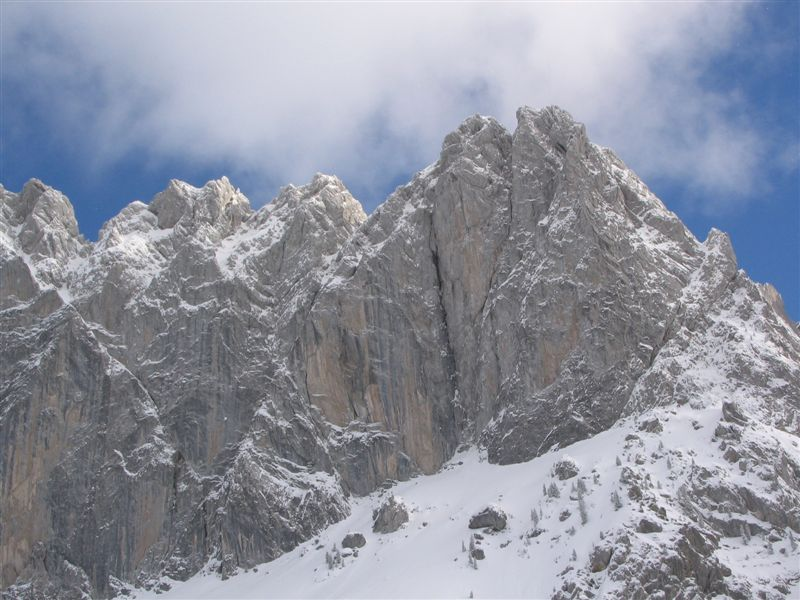
Les Gastlosen en hiver.
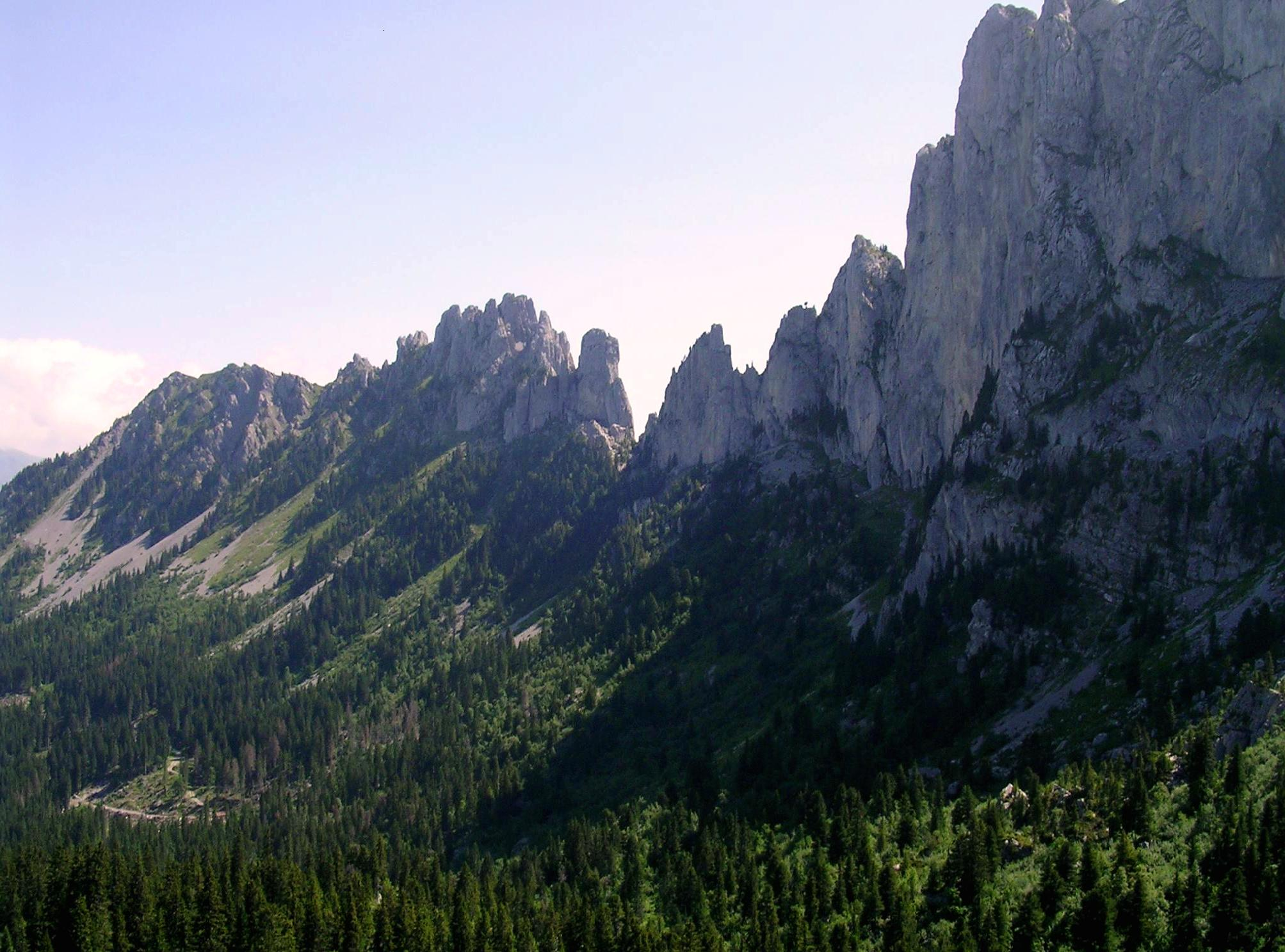
Flanc ouest des Gastlosen.
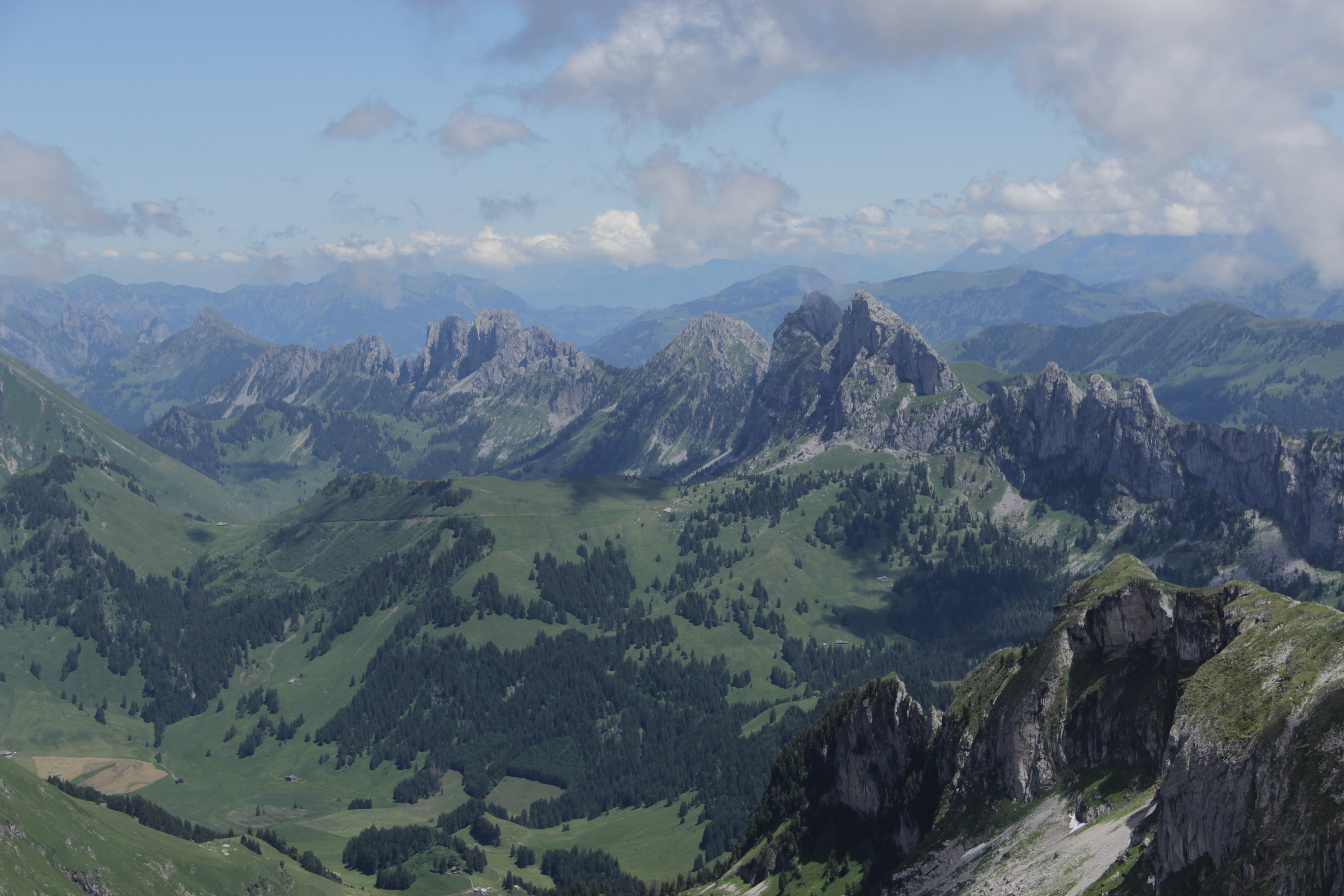
Panorama des Gastlosen.
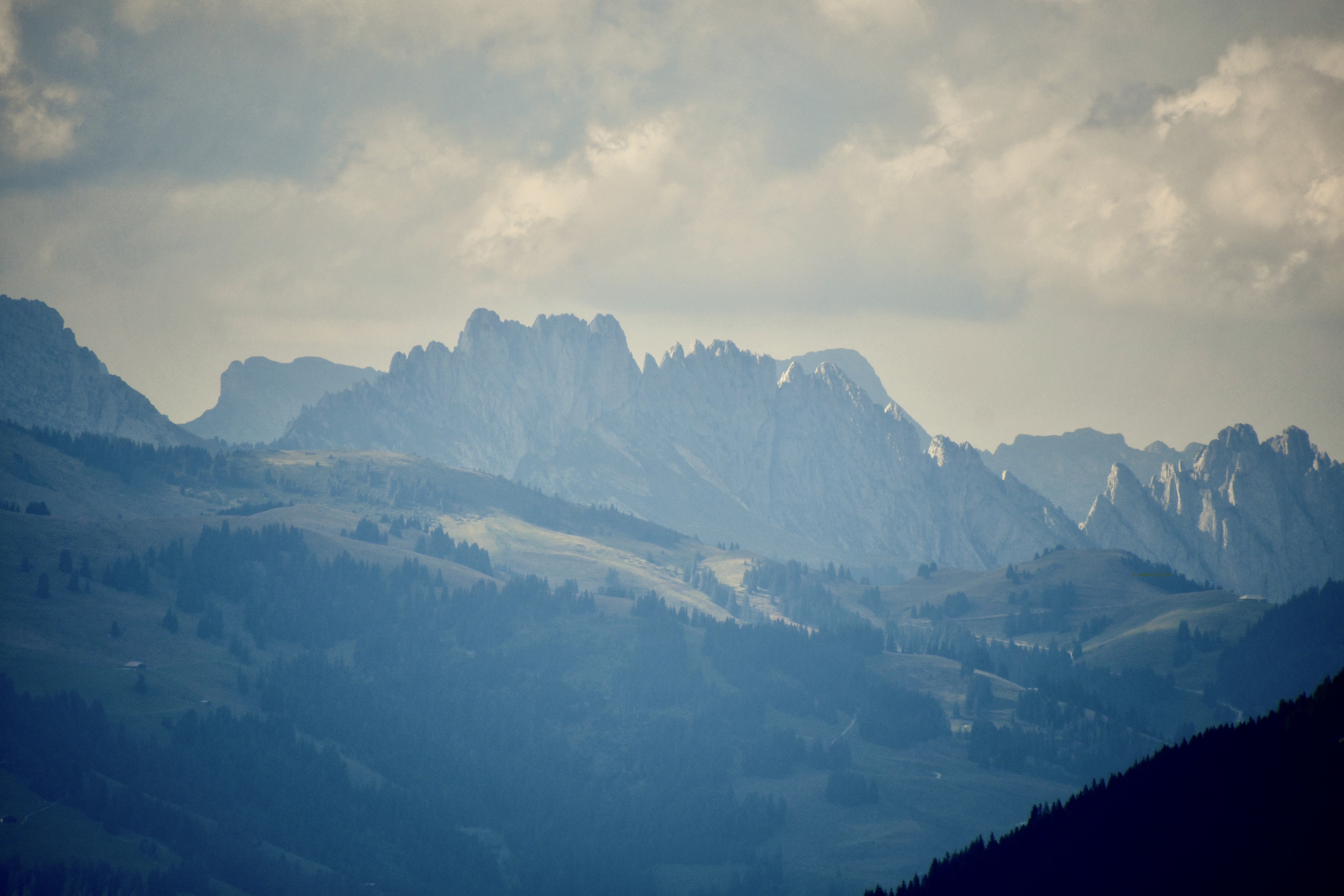
Les Gastlosen depuis le col du Sanetsch.
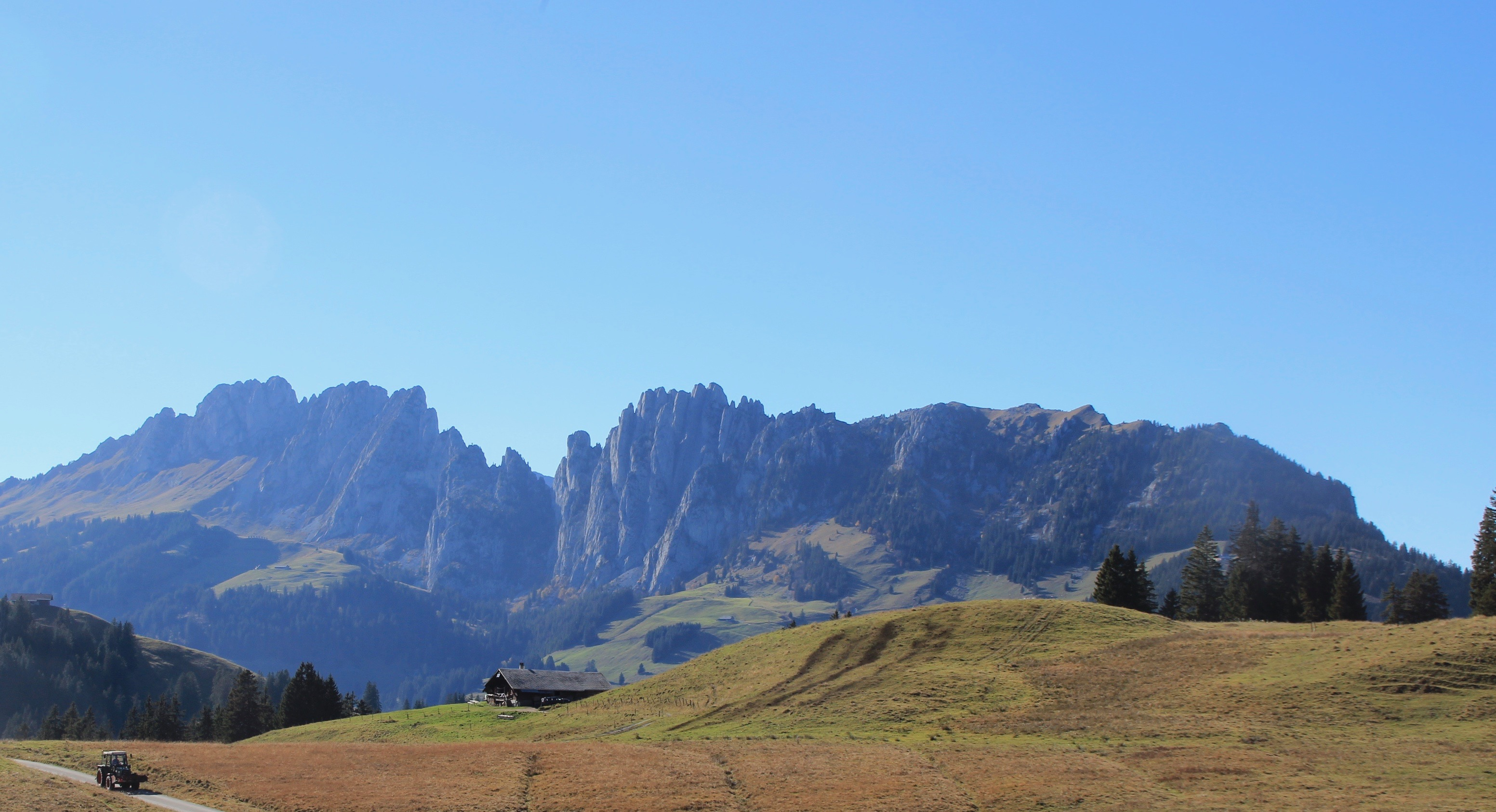
Les Gastlosen depuis le col de Jaun.
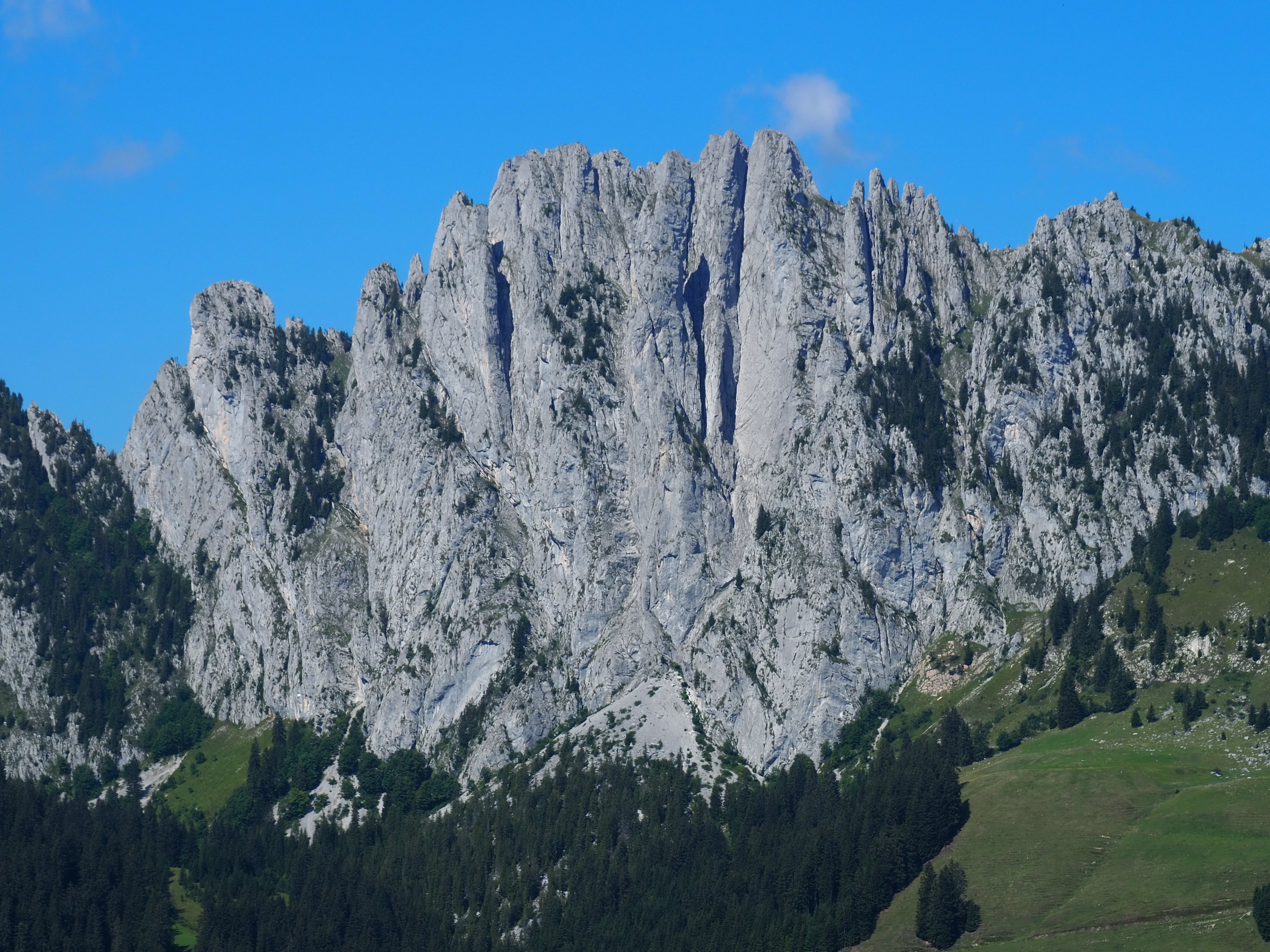
Face ouest des Gastlosen.